# Ambasada RP w Hanoi
Ambasada Rzeczypospolitej Polskiej w Hanoi (wiet. Đại sứ quán nước Cộng hoà Ba Lan tại Hà Nội) – polska misja dyplomatyczna w stolicy Socjalistycznej Republiki Wietnamu.

## Struktura placówki
W skład placówki wchodzą:
- Wydział Polityczno-Ekonomiczny
- Referat Konsularny
- Referat Administracyjno-Finansowy
- Ataszat Obrony

## Historia
W latach 1939–1945 w Hanoi istniał konsulat honorowy RP.
3 lutego 1950 rząd Polski uznał Wietnam Północny i dzień później nawiązał z nim stosunki dyplomatyczne. 25 grudnia 1954 pierwszy ambasador PRL w Wietnamie Północnym Tomasz Piętka złożył listy uwierzytelniające prezydentowi Hồ Chí Minhowi. Polska nigdy nie utrzymywała stosunków dyplomatycznych z Wietnamem Południowym. W latach 1954–1975 Polska brała udział w pracach Międzynarodowej Komisji Nadzoru i Kontroli w Indochinach.
Ambasada od początku znajduje się pod tym samym adresem.